# Red Bay (Alabama)
 Red Bay és una població dels Estats Units a l'estat d'Alabama. Segons el cens del 2000 tenia 3.374 habitants.

## Demografia
Segons el cens del 2000, Red Bay tenia 3.374 habitants, 1.429 habitatges, i 987 famílies La densitat de població era de 132,7 habitants/km².
Dels 1.429 habitatges en un 27,9% hi vivien nens de menys de 18 anys, en un 54% hi vivien parelles casades, en un 12% dones solteres, i en un 30,9% no eren unitats familiars. En el 29,4% dels habitatges hi vivien persones soles el 13,9% de les quals corresponia a persones de 65 anys o més que vivien soles. El nombre mitjà de persones vivint en cada habitatge era de 2,3 i el nombre mitjà de persones que vivien en cada família era de 2,82.
Per edats la població es repartia de la següent manera: un 21,7% tenia menys de 18 anys, un 8% entre 18 i 24, un 25,2% entre 25 i 44, un 26,2% de 45 a 60 i un 18,9% 65 anys o més.
L'edat mediana era de 41 anys. Per cada 100 dones hi havia 83,5 homes. Per cada 100 dones de 18 o més anys hi havia 80,3 homes.
La renda mediana per habitatge era de 27.596 $ i la renda mediana per família de 32.177 $. Els homes tenien una renda mediana de 28.524 $ mentre que les dones 20.169 $. La renda per capita de la població era de 14.653 $. Aproximadament el 17,7% de les famílies i el 20,9% de la població estaven per davall del llindar de pobresa.

## Poblacions més properes
El següent diagrama mostra les poblacions més properes.